# Lardy
Lardy è un comune francese di 5 662 abitanti situato nel dipartimento dell'Essonne nella regione dell'Île-de-France.

## Società

### Evoluzione demografica
Abitanti censiti